# Schwedische Eishockeymeisterschaft 1946
Die Saison 1946 war die 24. Austragung der schwedischen Eishockeymeisterschaft. Meister wurde zum insgesamt vierten Mal in der Vereinsgeschichte AIK Solna.

## Meisterschaft

### Qualifikationsrunde
- Leksands IF – Mora IK 4:5
- IK Westmanna – Västerås SK 0:9
- Sörhaga IK – BK Dixhof (W)
- IK Warpen – Sandvikens IF (W)
- Wifsta/Östrands IF – Heffners IF 13:1
- IFK Nyland – Wifsta/Östrands IF 1:6
- IK Sleipner – BK Forward 5:2

### Erste Runde
- IFK Tumba – Hammarby IF (W)
- Södertälje SK – IF Olympia 8:1
- BK Dixhof – Forshaga IF (W)
- Sundbybergs IK – Atlas Diesels IF 4:6
- IFK Mariefred – Liljanshofs IF 5:4
- Nacka SK – UoIF Matteuspojkarna 7:0
- Årsta SK – Tranebergs IF 3:9
- Skuru IK – Södertälje IF 4:3
- AIK Solna – Reymersholms IK 10:0
- Surahammars IF – Västerås SK 2:9
- Åkers IF – Westermalms IF 6:8
- Mora IK – Strömsbro IF 12:5
- Brynäs IF – Sandvikens IF 6:5
- IK Sleipner – Karlbergs BK 1:4
- Wifsta/Östrands IF – Skellefteå SK (W)

### Achtelfinale
- Forshaga IF – AIK Solna 1:7
- Västerås SK – Skuru IK 14:2
- IFK Mariefred – Hammarby IF 3:10
- Westermalms IF – Tranebergs IF 2:6
- Södertälje SK – Nacka SK 3:2
- Wifsta/Östrands IF – Atlas Diesels IF 7:3
- IK Göta – Karlbergs BK 4:3
- Brynäs IF – Mora IK 2:4

### Viertelfinale
- AIK Solna – Västerås SK 7:6
- Hammarby IF – Tranebergs IF 5:3
- Södertälje SK – Wifsta/Östrands IF 14:1
- IK Göta – Mora IK 7:5

### Halbfinale
- AIK Solna – Hammarby IF 4:2 n. V.
- Södertälje SK – IK Göta 3:1

### Finale
- AIK Solna – Södertälje SK 5:1